# Урядова хунта Чилі (серпень 1811)
Урядова хунта Чилі (ісп. Autoridad Ejecutiva Provisoria), також Виконавча хунта, Друга хунта — орган державного управління в Чилі, створений 10 серпня 1811 року після та внаслідок скликання Національного конгресу.

## Передумови
Після скликання Першого Національного конгресу Чилі (4 липня 1811) президент Першої хунти склав усі свої повноваження на користь першого. Перша хунта була ліквідована. Відтоді до 10 серпня 1811 року вся влада була сконцентрована в руках Конгресу.

## Історія
Хунта була створена 10 серпня 1811 року за рішенням Національного конгресу. Вона взяла на себе обов'язки центрального головного органу виконавчої влади. Незабаром після створення влада Хунти була оскаржена керівником партії екстремістів у Конгресі Хуаном Мартінесом де Росасом. Він вирішив заново очолити революційний рух у Чилі, викликаний французькою окупацією Іспанії. Хунта проіснувала лише трохи більше 3 тижнів. 4 вересня 1811 року вона була змушена скласти свої повноваження та саморозпуститися під натиском організованого екстремістами перевороту, що, однак, був безкровним.

## Члени
| Посада              | Ім'я                          | світлина |
| ------------------- | ----------------------------- | -------- |
| Члени               | Мартін Кальво Енкалада        |          |
| Члени               | Хуан Хосе Альдунате Ларраїн   |          |
| Члени               | Франсіско Хав'єр дель Солар   |          |
| Альтернативний член | Хуан Мігель Бенавенте         |          |
| Асистент            | Хосе Антоніо Астрога          |          |
| Секретар            | Мануель Хоакін де Вальдів'єсо |          |
| Секретар уряду      | Худас Тадео де лос Реєс       |          |